# Leucospermum bolusii

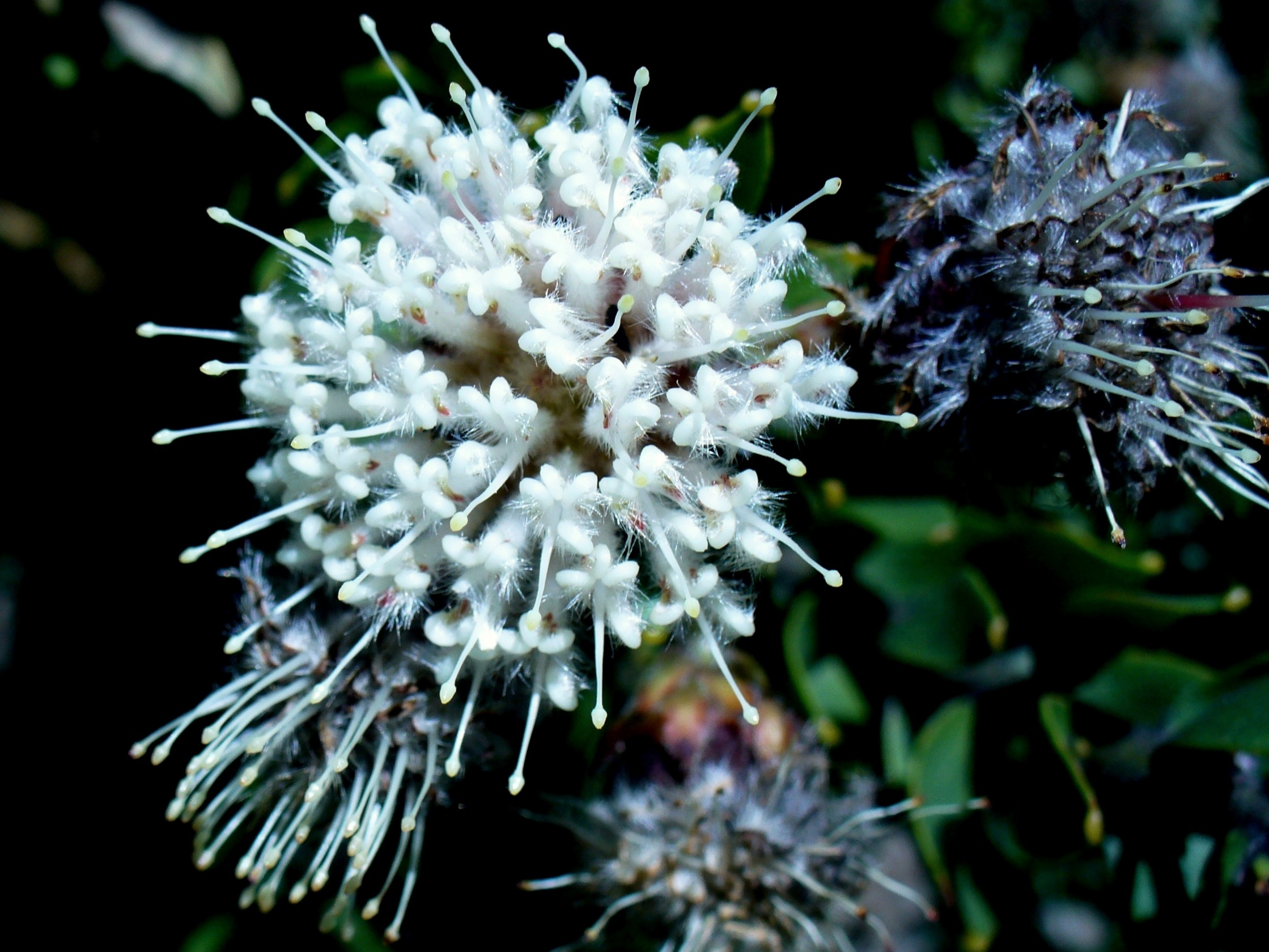
Detalle de la flor.

Leucospermum bolusii es una especie de arbusto perteneciente a la familia Proteaceae. Es originaria de Sudáfrica.

## Descripción
Leucospermum bolusii es un pequeño arbusto  redondeado, que alcanza un tamaño de alrededor de 1,5 m de altura. Las hojas son pubescentes cuando jóvenes, y tienen un diente apical. Las inflorescencias son planas y redondeadas, de unos 20 mm de diámetro, cada una formada por 50 - 100 flores tubulares pequeñas. Los brotes están recubiertos por brácteas rojas rosadas, y las flores son de color blanco cremoso, con una fragancia fuerte y dulce que es muy notable en las noches sin viento. Florece en la primavera hasta el solsticio de verano (septiembre a diciembre), con un pico desde finales de octubre hasta principios de noviembre. Las semillas como nueces aparecen dos meses después de la floración.

## Distribución
Leucospermum bolusii se encuentra en una pequeña zona de rocas, orientada al oeste, en las laderas de arenisca de las montañas  entre la bahía de Clarence, Gordon y la Bahía de Kogel, con vistas a False Bay.

## Ecología
Las flores son polinizadas por abejas, avispas, moscas, mariposas y polillas. Las semillas son dispersadas por las hormigas que son atraídos por la piel carnosa que cubre la semilla, llamada eleosoma. Las hormigas llevan las semillas a sus nidos subterráneos en los que consumen la eleosoma, pero la semilla permanece a salvo hasta que las condiciones son las adecuadas para que germinen. Leucospermum bolusii es destruida por el fuego, es decir, no es un rebrote, pero sus semillas sobreviven. A pesar de que su rango de distribución es relativamente pequeño, aparecen masas densas  y  no se vea amenazada.

## Taxonomía
Leucospermum bolusii fue descrita por  Edwin Percy Phillips y publicado en Kew Bulletin 1910, 330.
Etimología
El género Leucospermum deriva de las palabras griegas leukos que significa blanco, y de spermum =  semilla, en referencia a las semillas blancas o de color claro de muchas especies. 
El epíteto bolusii de esta especie debe su nombre a Harry Bolus (1834-1911), un botánico de Sudáfrica, fundador del Bolus Herbarium en Ciudad del Cabo.
Sinonimia
- Leucospermum album Bond	[3]